# Liste der Flaggen in Baden-Württemberg
Die Liste der Flaggen in Baden-Württemberg enthält die Flaggen der Land- und Stadtkreise im Land Baden-Württemberg.

## Landesflagge und Landesdienstflagge
| Land              | Hissflagge                                                                  | Vertikale Flagge | Kommentare |
| Baden-Württemberg | Landesflagge 3:5                                                            |                  | Durch Gesetz festgelegt am 11. November 1953: „Die Landesfarben sind Schwarz-Gold.“ „Das Wappen des Landes Baden-Württemberg zeigt im goldenen Schild drei schreitende schwarze Löwen mit roten Zungen. Es wird als großes und als kleines Landeswappen geführt. Im großen Landeswappen ruht auf dem Schild eine Krone mit Plaketten der historischen Wappen von Baden, Württemberg, Hohenzollern, Kurpfalz, Franken und Vorderösterreich. Der Schild wird von einem goldenen Hirsch und einem goldenen Greif, die rot bewehrt sind, gehalten. Im kleinen Landeswappen ruht auf dem Schild eine Blattkrone (Volkskrone).“ „Die wappenführenden Stellen, mit Ausnahme der nichtbeamteten Notare, sind berechtigt, auf der Landesflagge, die aus einem oberen schwarzen und einem unteren goldfarbenen Querstreifen besteht, das von ihnen zu führende Landeswappen zu zeigen (Landesdienstflagge). Die Höhe des Flaggentuchs, verhält sich zu seiner Länge wie 3 zu 5. Die Landesdienstflagge kann auch die Form einer Hängefahne oder eines Banners haben.“ […] „Für die Gestaltung der Landesdienstflagge sind die Muster 7 bis 12 maßgebend.“ |
| Baden-Württemberg | Landesdienstflagge mit großem Landeswappen 3:5 mit kleinem Landeswappen 3:5 |                  | Durch Gesetz festgelegt am 11. November 1953: „Die Landesfarben sind Schwarz-Gold.“ „Das Wappen des Landes Baden-Württemberg zeigt im goldenen Schild drei schreitende schwarze Löwen mit roten Zungen. Es wird als großes und als kleines Landeswappen geführt. Im großen Landeswappen ruht auf dem Schild eine Krone mit Plaketten der historischen Wappen von Baden, Württemberg, Hohenzollern, Kurpfalz, Franken und Vorderösterreich. Der Schild wird von einem goldenen Hirsch und einem goldenen Greif, die rot bewehrt sind, gehalten. Im kleinen Landeswappen ruht auf dem Schild eine Blattkrone (Volkskrone).“ „Die wappenführenden Stellen, mit Ausnahme der nichtbeamteten Notare, sind berechtigt, auf der Landesflagge, die aus einem oberen schwarzen und einem unteren goldfarbenen Querstreifen besteht, das von ihnen zu führende Landeswappen zu zeigen (Landesdienstflagge). Die Höhe des Flaggentuchs, verhält sich zu seiner Länge wie 3 zu 5. Die Landesdienstflagge kann auch die Form einer Hängefahne oder eines Banners haben.“ […] „Für die Gestaltung der Landesdienstflagge sind die Muster 7 bis 12 maßgebend.“ |

## Landkreise

Alb-Donau-Kreis
Landkreis Biberach (horizontal)
Landkreis Biberach (vertikal)
Bodenseekreis
Landkreis Böblingen
Landkreis Breisgau-Hochschwarzwald
Landkreis Calw
Landkreis Emmendingen
Enzkreis
Landkreis Esslingen
Landkreis Freudenstadt
Landkreis Göppingen
Landkreis Heidenheim
Landkreis Heilbronn
Hohenlohekreis
Landkreis Karlsruhe
Landkreis Konstanz
Landkreis Lörrach
Landkreis Ludwigsburg
Main-Tauber-Kreis
Neckar-Odenwald-Kreis
Ortenaukreis
Ostalbkreis
Landkreis Rastatt
Landkreis Ravensburg
Rems-Murr-Kreis
Landkreis Reutlingen
Rhein-Neckar-Kreis
Landkreis Rottweil
Schwarzwald-Baar-Kreis
Landkreis Schwäbisch Hall
Landkreis Sigmaringen
Landkreis Tübingen
Landkreis Tuttlingen
Landkreis Waldshut
Zollernalbkreis

## Stadtkreise
| Stadtkreis           | Hissflagge | Vertikale Flagge | Kommentare |
| Baden-Baden          |            | Knatterflagge    | Wappenführung seit dem 15. Jahrhundert, durch Siegelführung seit 1421 belegt, Mauerkrone seit dem 19. Jahrhundert: Die Stadtflagge ist Gelb-Rot-Gelb. "In Gold ein roter Schrägbalken."                                                                                               |
| Freiburg im Breisgau |            |                  | Wappen seit 1500 in Gebrauch: Die Flagge zeigt ein rotes durchgehendes Kreuz auf weißem Grund. „Auf Silber, ein rotes durchgehendes Kreuz.“ |
| Heidelberg           |            |                  | Wappen im Jahre 1898 angenommen: Die Stadtflagge ist Schwarz-Gelb. „In Schwarz auf einem grünen Dreiberg nach rechts schreitend den rot bewehrten, rot bezungten und rot gekrönten goldenen kurpfälzischen Löwen.“                                                                    |
| Heilbronn            |            |                  | Wappen mit Brustschild seit 1556: Die Stadtflagge ist Rot-Weiß-Blau. „In Gold der rot bewehrte und rot bezungte schwarze Reichsadler mit einem von Rot, Silber und Blau geteilten Brustschild.“                                                                                       |
| Karlsruhe            |            | Knatterflagge    | Wappen in heutiger Gestalt seit 1895: Die Stadtflagge ist Rot-Gelb-Rot. „Roter Wappenschild mit beiderseits silbern (weiß) eingefasstem goldenen (gelben) Schrägbalken, auf dem das Wort FIDELITAS in schwarzen lateinischen Großbuchstaben steht.“                                   |
| Mannheim             |            | Knatterflagge    | Wappen in 1896 festgelegt, Flagge seit dem 19. Jahrhundert gebräuchlich: Die Stadtflagge ist Blau-Weiß-Rot. „Gespalten von Gold und Schwarz, vorne ein stehender roter Doppelhaken (Wolfsangel), hinten ein rotbewehrter, -bezungter und -bekrönter doppelschwänziger goldener Löwe.“ |
| Pforzheim            |            | Knatterflagge    | Wappen in heutiger Gestalt seit 1489, heutige Tingierung seit 1853: Die Stadtflagge ist Weiß-Blau. „Gespalten; vorn in Gold ein roter Schrägbalken, hinten dreimal geteilt von Rot, Silber, Blau und Gold.“                                                                           |
| Stuttgart            |            |                  | Wappen seit dem 11. April 1938 im amtlichen Gebrauch, Flagge am 10. Juli 1950 verliehen: Die Stadtflagge ist Schwarz-Gelb. „In Gold ein steigendes schwarzes Pferd.“ |
| Ulm                  |            |                  | Die Stadtfarben sind Schwarz-Weiß. Es existieren zweibahnige sowie achtfach geteilte Varianten. „Von Schwarz und Silber geteilt.“ |